# Antoine Duchesne de Gillevoisin
Pour les autres membres de la famille, voir Duchesne de Gillevoisin.
Antoine Charles Nicolas Duchesne de Gillevoisin (20 février 1758 à Paris - 18 janvier 1840 à Paris) est un homme politique français du XIXe siècle.

## Biographie
Duchesne de Gillevoisin est conseiller au parlement de Paris à l'époque de la Révolution française. Il se tient éloigné des affaires pendant ce temps orageux.
Propriétaire à Chamarande (Seine-et-Oise) et membre du collège électoral de Seine-et-Oise, il est élu par le Sénat conservateur, le 10 août 1810, député de Seine-et-Oise au Corps législatif. Il fait partie de la députation de ce département envoyée à Napoléon pour le féliciter sur ses victoires et sur la paix de Vienne qui en a été la suite.
Il est créé, le 12 avril 1813, 1er baron de Gillevoisin et de l'Empire.
Adhérant, en 1814, à la déchéance de Napoléon Ier, et au rappel des Bourbons, il est élu, en 1815, membre de la chambre des députés par le département de Seine-et-Oise et vote, dans cette assemblée, avec la majorité.

### Vie familiale
Fils de Samson Nicolas Duchesne et d'Angélique Tartarin, Antoine épouse Augustine Louise Morel de Chèdeville. Leur fils Alphonse Duchesne de Gillevoisin ( 30 décembre 1798 - Paris ?  19 février 1878 - Paris) épouse le 30 octobre 1824 la fille du maréchal de Moncey, duc de Conegliano), Jeanne Françoise Hélène (1807-1852), et obtient de relever le titre de son beau-père, devenant ainsi le 2e duc de Conegliano

## Fonctions
- Conseiller au parlement de Paris (avant 1789) ;
- Membre du collège électoral de Seine-et-Oise ;
- Député de Seine-et-Oise (Corps législatif le  10 août 1810, à la chambre des députés en 1815).

## Titres
- 1er Baron de Gillevoisin et de l'Empire ( 12 avril 1813).

## Armoiries
| Figure | Blasonnement |
|        | Armes du baron Duchesne de Gillevoisin et de l'Empire, député au corps législatif, membre du collège électoral de Seine-et-Oise, baron de l'Empire par (lettres patentes du 12 avril 1813). Parti : au 1, de gueules, au bourdon de pèlerin de sable, chargé de trois coquilles d'argent et flanqué vers le haut de deux étoiles du même; au 2, coupé, a) de gueules, à la branche de chêne d'argent en bande (baron membre du collège électoral), b) d'azur, à trois glands, tigés et feuillés d'or, surmontés d'une étoile du même., - Livrées : les couleurs de l'écu. Armes parlantes (Branche de chêne + glands ⇒ Duchesne). |